# ヘキソース
ヘキソース（英: Hexose）または六炭糖（ろくたんとう）は、6個の炭素原子を持つ単糖である。ヘキソースには、1位にアルデヒド基をもつアルドヘキソースと、2位にケトン基を持つケトヘキソースがある。

## アルドヘキソース
アルドヘキソースは4個のキラル中心炭素を持ち、全部で2^4=16通りの立体異性体が可能である。具体的には、下記の8種にそれぞれL体を含めた16通りである。なお、D/L体の区別は5位のヒドロキシル基を元にしているが、これは旋光の向きとは関係しない。

D-アロース
D-アルトロース
D-グルコース
D-マンノース
D-グロース
D-イドース
D-ガラクトース
D-タロース

## ケトヘキソース
ケトヘキソースは3個のキラル中心炭素を持ち、全部で8種の立体異性体がある。

D-プシコース
D-フルクトース
D-ソルボース
D-タガトース